# Brixia modesta
Brixia modesta är en insektsart som beskrevs av Van Stalle 1983. Brixia modesta ingår i släktet Brixia och familjen kilstritar. Inga underarter finns listade i Catalogue of Life.